# 永波错
永波错位于中国西藏自治区那曲市双湖县境内，地处双湖县北部，冬布勒山东南麓，湖面海拔4845米，面积37.5平方公里。湖水主要依靠冰雪融水补给，无常年河入湖，集水区面积679.5平方公里，补给系数18.1。